# Скальная, Маргарита Геннадиевна
Маргарита Геннадиевна Скальная (род. 22 апреля 1968 года, Ивано-Франковск) — российский учёный, доктор медицинских наук, профессор ВАК по специальности «Биоэлементология» (2013).

## Биография
Маргарита Геннадиевна Скальная родилась 22 апреля 1968 года в Ивано-Франковске Украинской ССР.
В 1985 году поступила в Архангельский государственный медицинский институт, который успешно окончила в 1991 году.
С 1991 года по 1998 год работала научным сотрудником в лаборатории экологической и географической патологии НИИ морфологии человека РАМН.
В 1994 году защитила кандидатскую диссертацию «Морфо-функциональная характеристика тимуса и органов кроветворения беременных и новорожденных мышей при экспозиции арсенитом натрия» по специальности «Гистология, цитология и эмбриология».
С 1998 года по 2020 год работала в Центре биотической медицины (ЦБМ).
В 2005 году защитила диссертацию на степень доктора медицинских наук  «Гигиеническая оценка влияния минеральных компонентов рациона питания и среды обитания на здоровье населения мегаполиса».
С 2005 года по 2017 год работала на кафедре диетологии и биоэлементологии Оренбургского государственного университета в должности профессора.
С 2016 года по 2020 год работала на кафедре медицинской элементологии Российского университета дружбы народов в должности профессора.
С 2019 года по 2020 год работала главным научным сотрудником лаборатории молекулярной диетологии Института персонализованной медицины Сеченовского университета.  С 2021 года работает в медицинском центре — клинике «Молекулярная медицина» генеральным директором.

## Научно-исследовательская деятельность
В круг научных интересов входят:
- Изучение роли химических элементов в возникновении заболеваний человека, создание новых технологий диагностики и коррекции нарушения элементного статуса организма, разработка новых медицинских препаратов на основе макро- и микроэлементов.
- Диагностика, лечение и профилактика состояний и заболеваний, вызванных нарушением минерального баланса и обмена витаминов в организме, в том числе у лиц опасных профессий и в спорте.
- Оценка влияния на функциональные резервы и физиологические функции организма человека витаминных препаратов, сорбентов и препаратов макро- и микроэлементов, их лечебных эффектов при различных заболеваниях.
- Исследование состояния здоровья населения отдельных территорий с использованием биосубстратов как индикаторов избыточного накопления или дефицита макро- и микроэлементов.
- Создание новых биологически активных добавок к пище, фармацевтических препаратов и пищевых продуктов, обогащенных микронутриентами.

Разработала новую научную концепцию влияния минеральных компонентов питания и окружающей среды на состояние здоровья жителей мегаполиса.
Является членом редколлегии журнала «Микроэлементы в медицине» (Москва) (с 2009 года) и членом редколлегии международного журнала «Journal of Trace Elements in Medicine and Biology» (с 2016 года).
Член наблюдательного совета Федерации европейских обществ по изучению микроэлементов и минералов (FESTEM) (c 2002 года).
Под руководством профессора Скальной М. Г. с 2005 года было подготовлено шесть кандидатов медицинских и биологических наук.

### Участие в организации международных научных конференций
Принимает участие в научных конференциях, конгрессах, форумах, семинарах, как в России, так и за рубежом (Франция, Италия, Германия), где выступает в качестве докладчика, члена орг. комитета, программного комитета:
- 4th International FESTEM Symposium «Recent advances in trace element research: From experiments to nutritional and clinical applications in humans» (Saint Petersburg, Russia, June 09-12t, 2010)
- 5th International FESTEM Symposium «Bridging between New Advances and Public Health Issues» (Avignon, France, May 22-24nd, 2013)
- 6th International FESTEM Symposium «New horizons on trace elements and minerals role in human and animal health» (Catania, Sicily, Italy, May 26-28th, 2016)
- 16th International Symposium «Trace Elements in Man and Animals» (TEMA-16) (Saint-Petersburg, Russia, June 26-29th, 2017)
- V Съезд Российского общества медицинской элементологии (РОСМЭМ) с международным участием (Москва, РУДН, 20-22 сентября 2018 года)
- 7th International FESTEM Symposium «International Symposium on Trace Elements and Minerals» (Potsdam-Griebnitzsee, Germany, April 02-05, 2019)

## Научные работы
Автор более 250 научных работ, в том числе  44 монографии,  учебных пособий и методических рекомендаций на русском и английском языках (публикаций — 256, цитирований — 4450, индекс Хирша — 29).

### Монографии

#### На русском языке
- Скальная М. Г., Залавина С. В., Скальный А. В. Нейротоксичность тяжелых металлов и мышьяка в период роста и развития. Санкт-Петербург, 2009. — 368 с. ISBN 978-5-02-026366-6
- Скальная М. Г., Дубовой P.M., Скальный A.B. Химические элементы- микронутриенты как резерв восстановления здоровья жителей России / Под ред. Тутельяна В. А., Бобровницкого И. П. — Оренбург: РИК ГОУ ОГУ, 2004. — 239 с.
- Скальная М. Г., Нотова C.B. Макро- и микроэлементы в питании современного человека: эколого-физиологические и социальные аспекты. — М.: «РОСМЭМ», 2004. 310 с.
- Скальный А. В., Грабеклис А. Р., Скальная М. Г. Химические элементы в гигиене и медицине окружающей среды : монография / под редакцией В. Н. Ракитского, Ю. А. Рахманина ; Российский университет дружбы народов. — Москва : РУДН, 2019. — 339 с. : ил., табл.; 21 см; ISBN 978-5-209-09598-9
- Скальный А. В., Быков А. Т., Серебрянский Е. П., Скальная М. Г. Медико-экологическая оценка риска развития гипермикроэлементозов у населения мегаполиса. Оренбург, 2003. — 146 с. ISBN 5-7410-0515-2
- Скальный А. В., Скальная М. Г., Решетник Л. А., Тармаева И. Ю. Питание и элементный статус детского населения Восточной Сибири. — М.; Иркутск, 2008. — 293 с. ISBN 5-7410-0198-X
- Дубовой Р. М., Скальная М. Г. Элементный статус населения Ставропольского края. — Ставрополь: Изд-во СГМА, 2008. — 192 с.
- Скальный А. В., Лакарова Е.В, Кузнецов В.В, Скальная М. Г. Аналитические методы в биоэлементологии. Санкт-Петербург : Наука, 2009. — 264 с. ISBN 978-5-02-026367-3.
- Максимчук Т.П., Скальный А.В., Радыш И.В., Шафран Л.М., Скальная М.Г., Пыхтеева Е.Г., Большой Д.В., Айсувакова О.П., Грабеклис А.Р.. Бионеорганическая химия с основами медицинской элементологии / Под. ред. А.В. Скального, Л.М. Шафрана, И.В. Радыша. -  М.: РУДН, 2019. – 628 с.

#### На английском языке
- Skalnaya M.G., Skalny A.V. Essential trace elements in human health: a Physician’s view. — Tomsk: Publishing House of Tomsk State University, 2018. — 224 p.
- Skalny A.V., Skalnaya M. G., Bjørklund G., Gritsenko V. A., Aaseth J, A. A. Tinkov. Selenium and autism spectrum disorder (Chapter 10) / In: B. Michalke (ed.). Selenium, Molecular and Integrative Toxicology. Springer International Publishing AG, Springer Nature 2018. P. 1-17.
- Skalny A.V., Skalnaya M.G., Klimenko L.L., Mazilina A.N., Tinkov A.A. Selenium in ischemic stroke (Chapter 11). / In: B. Michalke (ed.). Selenium, Molecular and Integrative Toxicology. Springer International Publishing AG, Springer Nature 2018. P. 1-24.
- Skalny A.V., Skalnaya M.G., Nikonorov A.A., Tinkov A.A. Selenium Antagonism with Mercury and Arsenic: From Chemistry to Population. Health and Demography (2016). In Hatfield D.L., Schweizer U., Tsuji P.A., Gladyshev V.N. (Eds.).
- Skalny A.V., Karganov M.Yu., Skalnaya M.G., Grabeklis A.R., LobanovaYu.N., Medvedeva U.S., Cherepov A.B. Polysystemic investigation of children, living in a megalopolis: environmental aspect (2014) In: Polysystemic approach to school, sport and environment medicine. Foster City, 2014. pp. 93–117.
- Skalnaya M.G. Copper deficiency a new reason of androgenetic alopecia. In: Pharmacology and nutritional intervention in the treatment of disease. 2014. pp. 337–348.

### Учебные пособия
- Медицинская элементология [Текст] : [учебное пособие] / [А. В. Скальный, М. Г. Скальная, А. А. Киричук, А. А. Тиньков] ; Российский сателлитный центр Института микроэлементов ЮНЕСКО [и др.]. — Москва : Российский ун-т дружбы народов, 2018. — 222 с. : ил., табл., цв. ил.; 20 см. — (Рекомендуется для студентов медицинских вузов и врачей).; ISBN 978-5-209-08997-1
- Афанасьева Е. Ю., Скальная М. Г., Скальный А. В., Хабриев Р. У. и др. Токсикологическая химия. Метаболизм и анализ токсикантов. Учебное пособие для вузов. Рекомендовано Учебно-методическим объединением по медицинскому и фармацевтическому образованию вузов России в качестве учебного пособия для студентов медицинских и фармацевтических вузов / Москва, 2008.
- Скальная М. Г., Лакарова Е. В., Скальный А. В., Бурцева Т. И. Современные методы определения химических элементов: учебное пособие. Оренбургский гос. ун-т. – Оренбург: ОГУ, 2011. – 164 с.
- Ибрагимова М. Я., Сабирова Л. Я., Валеева И. Х., Скальная М. Г. и др. Обмен макро- и микроэлементов в организме человека / Учеб пособие. Под редакцией Жданова Р. И. и Скального А. В. – Казань: Каз.гос.ун-т, 2009. – 100 с.
- Борисова Е. Я., Иванова Г. Ф., Калетина Н. И., Мищихин В. А., Симонов Е. А., Скальная М. Г., Скальный А. В., Смирнов А. В., Чукарин А. В. Токсикологическая химия. Метаболизм и анализ токсикантов: учеб. пособие / под ред. Н.И. Калетиной. – Москва: ГЭОТАР-Медиа, 2008. – 1016 с.
- Кудрин А. В., Скальный А. В., Жаворонков А. А., Скальная М. Г., Громова О. А. Иммунофармакология микроэлементов. — М.: КМК, 2000. — 537 с. ISBN 5-87317-077-0
- Тутельян В. Н., Онищенко Г. Г., Скальный А. В., Скальная М. Г. и др. Рекомендуемые уровни потребления пищевых и биологически активных веществ. Методические рекомендации МР 2.3.1.1915-04. Утв. 02.07.2004 г. руководителем Федеральной службы по надзору в сфере защиты прав потребителей и благополучия человека. М. – 2004. – 36 с.

### Основные научные статьи

#### На английском языке
- Skalnaya M. G., Zhavoronkov A. A., Kalinina I. I. and Skalny A. V. Characteristic of thymus in newborn mice after chronic exposure of their mothers to sodium arsenite // Trace elements and electrolytes. – 1996. - V. 13. - N 2. - P. 88-91.
- Skalnaya M. G., Tkachev V. P. Trace elements content and hormonal profiles in women with androgenetic alopecia. // Journal of Trace Elements in Medicine and Biology. — 2011. −25S1. — P.50-53.
- Skalnaya M. G., Yurasov V. V., Tinkov A. A., Demidov V. A., Skalny A. V. Association between semen quality and level of 20 essential and toxic metals in ejaculate // Trace elements and Electrolytes. – 2015. – P. 1-5.
- Skalnaya M. G., Skalny A. V., Serebryansky E. P., Yurasov V. V., Skalnaya A. A., Tinkov A. A. ICP-DRC-MS analysis of serum essential and toxic element levels in postmenopausal prediabetic women in relation to glycemic control markers // Journal of Trace Elements in Medicine and Biology. – 2018. № 50. - P. 430-434.
- Skalnaya, M. G., Tinkov, A. A., Lobanova, Y. N., Chang, J. S., Skalny, A. V. Serum levels of copper, iron, and manganese in women with pregnancy, miscarriage, and primary infertility //Journal of Trace Elements in Medicine and Biology. – 2019. – Т. 56. – С. 124-130.
- Ajsuvakova, O. P., Skalnaya, M. G., Michalke, B., Tinkov, A. A., Serebryansky, E. P., Karganov, M. Y., Medvedeva Yu. S., Skalny, A. V. Alteration of iron (Fe), copper (Cu), zinc (Zn), and manganese (Mn) tissue levels and speciation in rats with desferioxamine-induced iron deficiency //BioMetals. – 2021. – Т. 34. – №. 4. – С. 923-936.

#### На русском языке
- Скальная М. Г., Скальный А. В., Демидов В. А. Оценка зависимости повышенной онкологической заболеваемости от избыточного содержания мышьяка и других токсичных химических веществ в окружающей среде. // Микроэлементы в медицине (ISSN 1607-9957). Том 2, Выпуск 1, 2001, С. 32-35.
- Скальная М. Г., Скальный А. В., Демидов В. А., Грабеклис А. Р., Лобанова Ю. Н. Установление границ физиологического (нормального) содержания некоторых химических элементов в волосах жителей г. Москвы с применением центильных шкал // Вестник С.-Петербургской ГМА им. И. И. Мечникова. – 2004. – № 4. – С.82-88.
- Скальная М. Г., Скальный А. В. Микроэлементы: биологическая роль и значение для медицинской практики. Сообщение 3. Марганец // Вопросы биологической, медицинской и фармацевтической химии. – № 3. – 2015. – С. 14-25.
- Скальная М. Г., Скальный А. В. Микроэлементы: биологическая роль и значение для медицинской практики. Сообщение 1. Медь // Вопросы биологической, медицинской и фармацевтической химии. – № 1. – 2015. – С. 15-31.
- Скальная М. Г., Скальный А. В. Микроэлементы: биологическая роль и значение для медицинской практики. Сообщение 2. Железо // Вопросы биологической, медицинской и фармацевтической химии. – № 2 – 2015. – С.19-27.
- Сидорова Ю. С., Скальная М. Г., Тиньков А. А., Мазо В. К. Влияние соединений ванадия на нарушения углеводного и жирового обмена // Проблемы эндокринологии. - 2019. - Т. 65. - № 3. - С. 184-190.